# 倘若在梧桐樹的路上對你說「我夢見了你的微笑」之後我們的關係會有什麼樣的變化呢、我兀自持續想了好多天最後有點難為情地得到了一個結論
《倘若在梧桐樹的路上對你說「我夢見了你的微笑」之後我們的關係會有什麼樣的變化呢、我兀自持續想了好多天最後有點難為情地得到了一個結論》（日语：／ Suzukake no ki no michi de "kimi no hohoemi wo yume ni miru" to itte shimattara bokutachi no kankei ha dō kawatte shimau no ka, bokunari ni nannichi ka kangaeta ue de no yaya kihazukashii ketsuron no yō na mono */?），口語上的官方簡稱為《倘若在梧桐树什麼的》（鈴懸なんちゃら），是日本女子偶像組合AKB48的第34張單曲作品，同名的主打曲是由2013年9月18日在第四屆猜拳大會中獲勝、以松井珠理奈為首的前16名成員所演唱的單曲，因此組成成員與大部分的AKB48單曲非常不同。2013年12月11日由國王唱片發行。

## 简介
单曲的销售標語是“青春、总是隨時在默記些什麼。”（日语：青春は、いつも何かを暗記していた。）
本张单曲的主打A面曲是由2013年9月18日在日本武道館舉辦的「AKB48第34張單曲選拔猜拳大會」中得到前16名、以松井珠理奈（SKE48成員與AKB48兼任成員）為首的AKB48與其姊妹團體成員所演唱。因此是繼《機會的順序》（チャンスの順番，2010年12月發行的第19張單曲）、《崇尚麻里子》（上からマリコ，2011年12月，第24張單曲）與《永遠的壓力》（永遠プレッシャー，2012年12月，第29張單曲）之後，一系列被俗稱為「猜拳單曲」的作品系列之第四作。
延續AKB48集團的慣例，本單曲也是採一單曲多版本方式發行，共推出Type-A、Type-S、Type-N、Type-H和劇場版（劇場盤）五個不同的版本。雖然是AKB48的唱片作品，但延續前一年的猜拳單曲《永遠的壓力》所用過的作法，除了與唱片同名的主打A面曲與主要B面曲《Mosh&Dive》外，劇場版之外的各單曲版本之第三音軌所收錄的第二B面曲，都是由不同的姊妹團體掛名演唱，分別是AKB48的《Party is over》、SKE48的《Escape》、NMB48的《遇見你之後我變了》（君と出会って僕は変わった）與HKT48的《眨眼3次》（ウインクは3回）。但與先前的《永遠的壓力》仍然有幾個不同之處，其一是在前一年的單曲發行中，雖然SKE48、NMB48與HKT48皆有專屬的代表曲，但當時並沒有推出對等的AKB48代表曲；其次是《永遠的壓力》發行時所使用的版本分別命名為Type-A、Type-B、Type-C與Type-D，但這次的新單曲配合其中所收錄的第二B面曲之演唱者，分別改命名為Type-A（代表AKB的A）、Type-S（代表SKE的S）、Type-N（代表NMB的N）與Type-H（代表HKT的H），這也是AKB48的單曲史上首次有以姊妹團體作為唱片版本命名的紀錄。
另外，關於單曲各版本中第二B面曲的演唱成員，也有一個嶄新的作法。有別於《永遠的壓力》中各姊妹團體代表曲都是由高知名度的成員擔任中央位置（Center）人選，這次的《倘若在梧桐樹什麼的》中，各姊妹團體代表曲的center全都是由各團體未进入过选拔组的年轻成员擔任，分別是大和田南那（AKB48 15期生）、山田瑞穗（SKE48 Team KII，5期生）、澀谷凪咲（NMB48 4期生）與矢吹奈子（HKT48 3期生）。事實上，除了在專輯推出不久前的10月26日才剛由研究生身份升格成正式成員的山田瑞穗外，其他三位center人選都是由所屬團體中最資淺的研究生中遴選一名較出眾者擔任。反而是站她們兩旁擔任前排人選的全為各姊妹團體的高知名度成員，包括AKB48的與渡邊麻友與島崎遙香、SKE48的松井珠理奈與松井玲奈、NMB48的山本彩與渡邊美優紀，以及HKT48的宫脇咲良與兒玉遙。
至於剧场盘的第二B面曲《選擇吧彩虹》（選んでレインボー），則是由2013年7月20日在福岡雅虎巨蛋的演唱會组成的小分队「小瓢蟲Chu!」演唱。這也是該小分隊继收錄於AKB48前一張單曲《真心電流》中的《只给你的Chu!Chu!Chu!》（君だけにChu!Chu!Chu!）之后，第二首原創歌曲。
本张单曲的A面曲名于11月6日公开，包含漢字與假名在內用字一共多達76個字，是AKB48歷史上最長的曲名，在日本流行音樂史上也很罕見。由於曲名實在太長，因此如果在口語中提及、或遇到出版品的版面有篇幅限制時該如何稱呼此曲，成為歌迷們熱烈討論的話題之一，甚至有熱心者私下提出用鈴木瑪莉亞（鈴木まりや，已移籍SNH48的AKB48兼任成員）當作新曲簡稱的意見
，並廣為流傳。之後在2013年11月11日于NHK会馆录制《MUSIC JAPAN》（NHK綜合頻道）與《AKB48 SHOW!》（NHK BS Premium）兩节目時，擔任司儀的松井珠理奈发表了A面曲的官方简称“倘若在梧桐樹什麼的”（鈴懸なんちゃら），但AKB的營運團隊也特別強調，嚴格來說此簡稱只限於口語提及時使用，在書面場合仍然是以使用全名優先。
A面曲的作曲由知名作曲家織田哲郎担任，这也是继《因为喜欢你》（君のことが好きだから）和《奔跑吧！企鹅》（走れ!ペンギン）之后，織田为AKB48譜寫的第三首作品。新曲MV由北村龍平拍摄，取材場景位於栃木縣足利市，其劇情讲述了在学校共同度过青春时代的少女们、在十年之后的同学聚会再次相见的故事。主打曲是在2013年11月21日日本电视台的現場直播音樂節目《BEST HIT歌謠祭2013》（ベストヒット歌謡祭2013）中首度公開。
單曲唱片的封面照片是由新津保健秀拍攝，而封裡的插图及CD与DVD的盘面则由漫畫、插畫家繪制。

## 收錄內容

### Type-A
Type-A的封面照片是由在猜拳大會上取得前三名的松井珠理奈、上枝惠美加与平田梨奈3人共同拍摄，除了與其他幾個發行版本相同的主打A面曲與第一B面曲《Mosh&Dive》外，Type-A收錄的第二首B面曲是由AKB48本团所唱的《Party is over》。
CD
1. 《倘若在梧桐樹的路上對你說「我夢見了你的微笑」 之後我們的關係會有什麼樣的變化呢、我兀自持續想了好多天最後有點難為情地得到了一個結論》（鈴懸の木の道で「君の微笑みを夢に見る」と言ってしまったら僕たちの関係はどう変わってしまうのか、僕なりに何日か考えた上でのやや気恥ずかしい結論のようなもの）（曲長5分25秒）
作詞：秋元康，作曲：織田哲郎，編曲：野中MASA雄一（日语：野中"まさ"雄一）
2. 《Mosh&Dive》（曲長3分33秒）
作詞：秋元康，作曲：市川裕一（日语：the Indigo），编曲：佐佐木裕
3. 《Party is over》（曲長5分48秒）- AKB48
作詞：秋元康，作曲、編曲：阿立力也
4. 《倘若在梧桐樹的路上對你說「我夢見了你的微笑」 之後我們的關係會有什麼樣的變化呢、我兀自持續想了好多天最後有點難為情地得到了一個結論》（off vocal ver.）
5. 《Mosh&Dive》（off vocal ver.）
6. 《Party is over》（off vocal ver.）

DVD
1. 《倘若在梧桐樹的路上對你說「我夢見了你的微笑」 之後我們的關係會有什麼樣的變化呢、我兀自持續想了好多天最後有點難為情地得到了一個結論》MV ～Short Film ver.～
2. 《倘若在梧桐樹的路上對你說「我夢見了你的微笑」 之後我們的關係會有什麼樣的變化呢、我兀自持續想了好多天最後有點難為情地得到了一個結論》MV
导演是北村龍平。
3. 《Mosh&Dive》MV
导演是北村龍平。
4. 《Party is over》MV
导演是高橋荣樹。

特典
- 生寫真[註 5]2種（僅有初回限量版附贈）
- 重溫時間 最佳曲目200 2014（リクエストアワーセットリスト ベスト200 2014）樂曲投票券（限期使用）

### Type-S
Type-S的封面照片是由在猜拳大會上取得单数名次的松井珠理奈、平田梨奈、阿部玛利亚、田野優花、大家志津香、藤江丽奈、土保瑞希与古畑奈和8人共同拍摄，除了與其他幾個發行版本相同的主打A面曲與第一B面曲《Mosh&Dive》外，Type-S收錄的第二首B面曲是由姊妹團體SKE48所唱的《Escape》。
CD
1. 《倘若在梧桐樹的路上對你說「我夢見了你的微笑」 之後我們的關係會有什麼樣的變化呢、我兀自持續想了好多天最後有點難為情地得到了一個結論》
2. 《Mosh&Dive》
3. 《Escape》（曲長4分7秒） - SKE48
作詞：秋元康，作曲、編曲：井上义正（日语：井上ヨシマサ）
4. 《倘若在梧桐樹的路上對你說「我夢見了你的微笑」 之後我們的關係會有什麼樣的變化呢、我兀自持續想了好多天最後有點難為情地得到了一個結論》（off vocal ver.）
5. 《Mosh&Dive》（off vocal ver.）
6. 《Escape》（off vocal ver.）

DVD
1. 《倘若在梧桐樹的路上對你說「我夢見了你的微笑」 之後我們的關係會有什麼樣的變化呢、我兀自持續想了好多天最後有點難為情地得到了一個結論》MV ～Short Film ver.～
2. 《倘若在梧桐樹的路上對你說「我夢見了你的微笑」 之後我們的關係會有什麼樣的變化呢、我兀自持續想了好多天最後有點難為情地得到了一個結論》MV
3. 《Mosh&Dive》MV
4. 《Escape》MV
5. AKB48第34張單曲選抜猜拳大会Making 十佳精选！

特典
- 生寫真2種（僅有初回限量版附贈）
- 重溫時間 最佳曲目200 2014樂曲投票券（限期使用）

### Type-N
Type-N的封面照片是由在猜拳大會上取得双数名次的上枝惠美加、大場美奈、名取稚菜、菊地彩香、北原里英、鵜野瑞希、佐佐木優佳里与湯本亚美8人共同拍摄，Type-N收錄曲中前兩首與Type-A相同，但第二B面曲改收錄了另一姊妹團體NMB48所演唱的《遇見你之後我變了》。
CD
1. 《倘若在梧桐樹的路上對你說「我夢見了你的微笑」 之後我們的關係會有什麼樣的變化呢、我兀自持續想了好多天最後有點難為情地得到了一個結論》
2. 《Mosh&Dive》
3. 《遇見你之後我變了》（君と出会って僕は変わった）（曲長4分17秒） - NMB48
作詞：秋元康，作曲：野中，編曲：若田部誠
4. 《倘若在梧桐樹的路上對你說「我夢見了你的微笑」 之後我們的關係會有什麼樣的變化呢、我兀自持續想了好多天最後有點難為情地得到了一個結論》（off vocal ver.）
5. 《Mosh&Dive》（off vocal ver.）
6. 《遇見你之後我變了》（off vocal ver.）

DVD
1. 《倘若在梧桐樹的路上對你說「我夢見了你的微笑」 之後我們的關係會有什麼樣的變化呢、我兀自持續想了好多天最後有點難為情地得到了一個結論》MV ～Short Film ver.～
2. 《倘若在梧桐樹的路上對你說「我夢見了你的微笑」 之後我們的關係會有什麼樣的變化呢、我兀自持續想了好多天最後有點難為情地得到了一個結論》MV
3. 《Mosh&Dive》MV
4. 《遇見你之後我變了》MV
5. 後台猜拳大会 最弱女王决定战

特典
- 生寫真2種（僅有初回限量版附贈）
- 重溫時間 最佳曲目200 2014樂曲投票券（限期使用）

### Type-H
Type-N的封面照片是A面曲Center松井珠理奈的独照，Type-H收錄曲中前兩首與Type-S、N相同，但第二B面曲改收錄了姊妹團體HKT48所演唱的《眨眼3次》。
CD
1. 《倘若在梧桐樹的路上對你說「我夢見了你的微笑」 之後我們的關係會有什麼樣的變化呢、我兀自持續想了好多天最後有點難為情地得到了一個結論》
2. 《Mosh&Dive》
3. 《眨眼3次》（ウインクは3回）（曲長4分14秒） - HKT48
作詞：秋元康，作曲：truly truth，編曲：野中MASA雄一
4. 《倘若在梧桐樹的路上對你說「我夢見了你的微笑」 之後我們的關係會有什麼樣的變化呢、我兀自持續想了好多天最後有點難為情地得到了一個結論》（off vocal ver.）
5. 《Mosh&Dive》（off vocal ver.）
6. 《眨眼3次》（off vocal ver.）

DVD
1. 《倘若在梧桐樹的路上對你說「我夢見了你的微笑」 之後我們的關係會有什麼樣的變化呢、我兀自持續想了好多天最後有點難為情地得到了一個結論》MV ～Short Film ver.～
2. 《倘若在梧桐樹的路上對你說「我夢見了你的微笑」 之後我們的關係會有什麼樣的變化呢、我兀自持續想了好多天最後有點難為情地得到了一個結論》MV
3. 《Mosh&Dive》MV
4. 《眨眼3次》MV
5. 《LOVE修行》MV
  - 原本是以研究生名义、收录于单曲《再见自由式》剧场盘之中的此曲并没有搭配的MV，但因歌曲推出后人气很高，因此加拍了MV并收录于本单曲的Type-H版本之中。

特典
- 生寫真2種（僅有初回限量版附贈）
- 重溫時間 最佳曲目200 2014樂曲投票券（限期使用）

### 劇場版
劇場版的封面照片是由A面曲16位选抜成员共同拍摄，必須透過抽籤才能獲得購買機會、限量發行的劇場版在與其他版本相同的兩首收錄歌曲之外，另外收錄了第二B面曲，由小分队「小瓢蟲Chu!」所唱的《選擇吧彩虹》。
CD
1. 《倘若在梧桐樹的路上對你說「我夢見了你的微笑」之後我們的關係會有什麼樣的變化呢、我兀自持續想了好多天最後有點難為情地得到了一個結論》
2. 《Mosh&Dive》
3. 《選擇吧彩虹》（選んでレインボー） - 小瓢蟲Chu!
作詞：秋元康，作曲：井上智德，編曲：増田武史（日语：eyelis）
4. 《倘若在梧桐樹的路上對你說「我夢見了你的微笑」之後我們的關係會有什麼樣的變化呢、我兀自持續想了好多天最後有點難為情地得到了一個結論》off vocal ver.
5. 《Mosh&Dive》（off vocal ver.）
6. 《選擇吧彩虹》（off vocal ver.）

特典
- 生写真
- 劇場版發售紀念大握手會參加券
- 重溫時間 最佳曲目200 2014樂曲投票券（限期使用）

## 歌曲與演唱成員
以下各首歌曲的參與演唱成員之所屬團體與分隊，組皆是以單曲唱片發行時的時點為準。

### 倘若在梧桐樹什麼的
《倘若在梧桐樹的路上對你說「我夢見了你的微笑」 之後我們的關係會有什麼樣的變化呢、我兀自持續想了好多天最後有點難為情地得到了一個結論》（鈴懸の木の道で「君の微笑みを夢に見る」と言ってしまったら僕たちの関係はどう変わってしまうのか、僕なりに何日か考えた上でのやや気恥ずかしい結論のようなもの）是與單曲唱片同名的主打A面曲，由「AKB48第34張單曲選拔猜拳大會」中獲得前16名的選拔成員們參與演唱。下表中的括弧内標示的是入選成員在猜拳大會中獲得的排名，而站在中央位置的成員為冠軍松井珠理奈。
- Team A：菊地彩香（菊地あやか，第8名）、佐佐木优佳里（第14名）、田野优花（第7名）
- Team K：阿部瑪利亞（阿部マリア，第5名）、北原里英（第10名）、平田梨奈（第3名）
- Team B：大场美奈（兼任SKE48 Team KII成員，第4名）、大家志津香（第9名）、名取稚菜（第6名）、藤江丽奈（藤江れいな，第11名）
- 研究生：土保瑞希（第13名）、汤本亚美（第16名）
- SKE48 Team S：松井珠理奈（兼任AKB48 Team K成員，第1名）
- SKE48 Team E：古畑奈和（兼任AKB48 Team K成員，第15名）
- NMB48 Team BII：上枝惠美加（第2名）
- NMB48 研究生：鹈野瑞希（鵜野みずき，第12名）
進入本曲選拔成員的人数與前作相同，都是16位。在上一首單曲《真心電流》的選拔成員中，僅有松井珠理奈一人入選了本次的選拔成員。佐佐木优佳里、田野优花、平田梨奈、大场美奈、名取稚菜、土保瑞希、汤本亚美、SKE48的古畑奈和与NMB48的上枝惠美加与鹈野瑞希都是首度入選AKB48單曲的選拔成員。菊地彩香、阿部瑪利亞、北原里英與藤江丽奈自《再见自由式》之後間隔了7個月再入選。至於大家志津香上一次入選選拔成員，則是在2年前同樣也是猜拳單曲的《崇尚麻里子》一作中。

### Mosh&Dive
《Mosh&Dive》是五個版本的單曲全都有收錄的第一B面曲。參與此曲演唱的實際上全是曾參與過在日本武道館舉辦的第四屆猜拳大會主賽、但在第三回合之前就敗戰無緣晉級前16名的成員，自其中遴選25名成為本曲的演唱者。在此曲中站中央位置的成員為大島優子及渡邊麻友，而詳細的參與名單如下：
- Team A：入山杏奈、川榮李奈、高橋南（高橋みなみ）、橫山由依、渡邊麻友
- Team K：大島優子、倉持明日香、永尾玛利亚（永尾まりや）、武藤十夢
- Team B：市川美織（兼任NMB48 Team N成員）、梅田彩佳、柏木由紀、加藤玲奈、小嶋陽菜、島崎遥香
- Team 4：岩立沙穂、峯岸南（峯岸みなみ）、村山彩希
- SKE48 Team KII：須田亚香里
- SKE48 Team E：松井玲奈
- NMB48 Team N：山本彩、渡边美優紀（兼任AKB48 Team B成員）
- HKT48 Team H：兒玉遥（兼任AKB48 Team A成員）、指原莉乃
- JKT48 Team J：高城亞樹（兼任AKB48 Team B成員）

### Party is over
收錄於Type-A中的《Party is over》是以「AKB48」名義演唱的原創曲，而站在中央位置的成員為研究生大和田南那。
- Team A：入山杏奈、川榮李奈、高橋南、横山由依、渡邊麻友
- Team K：大島優子、永尾玛利亚
- Team B：柏木由紀、加藤玲奈、小嶋陽菜、島崎遥香
- Team 4：冈田奈奈、小嶋真子、西野未姫、峯岸南
- 研究生：大和田南那

### Escape
收錄於Type-S中的《Escape》是以「SKE48」名義演唱的原創曲，而站在中央位置的成員為新升格的Team KII成员山田瑞穗。
- SKE48 Team S：石田安奈、大矢真那、木崎由里亚（木﨑ゆりあ）、中西優香、松井珠理奈（兼任AKB48 Team K成員）、向田茉夏
- SKE48 Team KII：大場美奈（兼任AKB48 Team B成員）、柴田阿弥、須田亚香里、高柳明音、古川愛李、山田瑞穗（山田みずほ）
- SKE48 Team E：東李苑（日语：東李苑）、木本花音、菅奈奈子（日语：菅なな子）、古畑奈和（兼任AKB48 Team K成員）、松井玲奈
- SKE48 研究生：北川綾巴
与通常的SKE48单曲不同，选拔成员由16人增加为18人。除了SKE48的第十三张单曲《赞成卡哇伊！》（賛成カワイイ!）的选拔成员之外，山田瑞穗与東李苑也进入了选拔名单，其中東李苑主要是在MV中負責鍵盤的演奏，並沒有參與歌曲的錄音。歌曲在2013年12月5日于横滨体育馆举行的演唱会“SKE党奋起集会。‘推全团吧！’”（SKE党決起集会。「箱で推せ！」）中初次表演[13]。

### 遇見你之後我變了
收錄於Type-N中的第二B面曲《遇見你之後我變了》（君と出会って僕は変わった）是以「NMB48」為名義演唱的原創曲，而站在中央位置的成員為研究生澀谷凪咲。
- NMB48 Team N：市川美織（兼任AKB48 Team B成員）、小笠原茉由、小谷里歩、上西惠、白間美瑠、山本彩、吉田朱里、渡邊美優紀（兼任AKB48 Team B成員）
- NMB48 Team M：高野祐衣、村瀬紗英、矢倉楓子（兼任AKB48 Team A成員）、山田菜菜
- NMB48 Team BII：加藤夕夏、上枝惠美加、薮下柊
- NMB48 研究生：澀谷凪咲
与通常的NMB48单曲一样，选拔成员有16个名额。村瀨紗英、上枝惠美加、澀谷凪咲未有进入平常单曲选拔组的经验，而相比NMB48的第八张单曲《大葱鸭們》（カモネギックス）的选拔成员，門脇佳奈子、谷川愛梨、與儀凯拉（與儀ケイラ）三人掉出了选拔名单。

### 眨眼3次
收錄於Type-H作為第二B面曲的《眨眼3次》（ウインクは3回）是以「HKT48」為名義演唱的原創曲，而站在中央位置的成員為新加入的3期研究生矢吹奈子。
- HKT48 Team H：穴井千尋、多田愛佳、熊澤世莉奈、兒玉遥（兼任AKB48 Team A成員）、指原莉乃、田中菜津美、松岡菜摘、宮脇咲良、村重杏奈、本村碧唯、森保圆（森保まどか）
- HKT48 研究生：岡田栞奈、田島芽瑠、朝長美樱、渕上舞、矢吹奈子
与通常的HKT48单曲一样，选拔成员有16个名额。熊澤世莉奈、田中菜津美、矢吹奈子皆無入選单曲选拔组的经验。若與HKT48的第二张单曲《甜瓜汁》（メロンジュース）之选拔成员名單相比較，則有秋吉優花、岡本尚子與谷真理佳三人掉出了选拔名单。此首新曲是在2013年11月26日HKT48劇場2周年纪念特別公演中，初次公開表演[14]。

### 選擇吧彩虹
《選擇吧彩虹》（選んでレインボー）是只能透過抽籤獲得購入機會的劇場版所附之第二B面曲。參與演唱的是跨姊妹團小分队「小瓢蟲Chu!」，而站在中央位置的成員為小嶋真子，分队的组成如下：
- Team 4：岡田奈奈、小嶋真子、西野未姫
- SKE48 研究生：北川綾巴
- NMB48 研究生：澀谷凪咲
- HKT48 研究生：田島芽瑠、朝長美樱

## 外部連結
- King Records官方網站相關唱片版本頁面（日語）
  - Type A 初回限定盤（页面存档备份，存于）
  - Type S 初回限定盤（页面存档备份，存于）
  - Type N 初回限定盤（页面存档备份，存于）
  - Type H 初回限定盤（页面存档备份，存于）
  - 劇場盤（页面存档备份，存于）
- 台灣代理版官方頁面（繁體中文）
  - Type-A
- AKB48、SKE48、NMB48、HKT48官方YouTube频道公开播放影片：
  - YouTube上的《倘若在梧桐樹的路上對你說「我夢見了你的微笑」 之後我們的關係會有什麼樣的變化呢、我兀自持續想了好多天最後有點難為情地得到了一個結論》MV
  - YouTube上的《Party is over》MV预览片段
  - YouTube上的《Escape》MV预览片段
  - YouTube上的《遇見你之後我變了》MV预览片段
  - YouTube上的《眨眼3次》MV预览片段